# Tetracera costata
Tetracera costata är en tvåhjärtbladig växtart. Tetracera costata ingår i släktet Tetracera och familjen Dilleniaceae.

## Underarter
Arten delas in i följande underarter:
- T. c. costata
- T. c. rotundifolia